# Telex (输入法)
Telex是一种使用标准ASCII字符输入越南国语字文本的一种输入法，在越南语中也被称为“国语电信”（越南语：／）。它最初用于通过Telex系统传输越南语文本，现在通常用作计算机输入法。

## 历史
Telex输入法基于通过Telex传输带声调的越南语文本的规则（越南语：／），最早于20世纪20到30年代在越南使用。当时的Telex服务设计于海外仅支持基本拉丁字母系统下提供的。因此，“vỡ đê”（大坝决堤）经常被误读为“vợ đẻ”（妻子分娩）。据说其由著名记者兼翻译阮文永根据原始电传系统的规则设计的。 
在接下来的几十年里，虽然出现了通用计算机系统，但它们仍然存在着和Telex系统相似的局限性。具体而言，它们无法充分支持许多越南文字符。在此类不完善的系统中，使用诸如VIQR类的符号。Telex是一种可变长的字符编码系统，一个越南文字符由1到3个 ASCII 字符表示。相反，以类似VISCII的面向字节的编码方式编码，虽然每个越南语字符只需要1个字节，但输入时需要用到特殊的软件或硬件。
在20世纪80年代到90年代期间，Telex被采纳为使用标准英文键盘输入越南语的方法之一。专用软件能够将Telex式键盘输入转换为合成字符或分解式Unicode字符。VietStar是首个支持这种输入方式的软件包。 Quách Tuấn Ngọc开发的Bked编辑器进一步扩展了Telex的功能，用户可以通过输入z和[得到越南语字符“ư”，输入z和]得到越南语字符“ơ”。这种输入方法比VietKey 、 Vietres和VPSKeys等编辑器更受欢迎。1993年，Telex 作为输入法被标准化为越南国家标准TCVN 5712的一部分。到了21世纪，随着新的计算机系统和互联网的普及，Unicode逐步取代了针对特定语言的编码方式。因此使用Telex存储和传输文本方面的应用也逐渐减少。但是，许多支持VIQR和VNI的输入法编辑器中，Telex扔一直作为默认输入法存在。此外，在越南语电报传输中，Telex也一直作为国际摩尔斯电码的补充沿用至今。 

## 规则
越南语字母使用复杂的变音符号。因此，在Telex输入法中，需要先输入基本字母，再输入一个或两个字符来表示变音符号。
| 字符 | 按键输入 | 输入示例 | 输出示例 |
| ---- | -------- | -------- | -------- |
|      | aw       | trawng   | trăng    |
|      | aa       | caan     | cân      |
|      | dd       | ddaau    | đâu      |
|      | ee       | ddeem    | đêm      |
|      | oo       | nhoo     | nhô      |
|      | ow       | mow      | mơ       |
|      | uw       | tuw      | tư       |

要将一组键输入表示为两个字符，则需要重复输入第二个字符。例如越南语的应该输入cari xooong，而不是cari xoong，后者会输出。
| 声调      | 中文名称 | 需要添加的按键    | 输入示例 | 输出示例 |
| --------- | -------- | ----------------- | -------- | -------- |
| Ngang（） | 平声     | z或不输入任何内容 | ngang    |          |
| Huyền（） | 玄声     | f                 | huyeenf  |          |
| Sắc（）   | 锐声     | s                 | sawcs    |          |
| Hỏi（）   | 问声     | r                 | hoir     |          |
| Ngã（）   | 跌声     | x                 | ngax     |          |
| Nặng（）  | 重声     | j                 | nawngj   |          |

当输入了多个声调符号时，只会应用最后一次输入的声调符号。例如，asz 将输出（因为在Telex输入法中，z代表平声，即没有任何声调符号）。又例如， 输入her会输出而输入herr会输出。

## 参阅
- VIQR
- VISCII